# Miorelaxant
Miorelaxantele sunt medicamente care scad tonusul unui mușchi, adică relaxează musculatura striată. Termenul este utilizat pentru spasmolitice. Cele două tipuri de miorelaxante sunt: centrale și periferice (curarizante).